# Edificio Playa Azul
Playa Azul es un rascacielos residencial situado en el Rincón de Loix en Benidorm (Alicante, España). Es el decimoséptimo edificio más alto de Benidorm y el quincuagésimo primer rascacielos más alto de España.
Está formado por 34 plantas y una altura de 105 metros. Su construcción se inició en el año 2000 y finalizó en 2002.

## Descripción
Su estilo de arquitectura moderna destaca por su peculiar forma de escalera. Además de sus tonalidades verdosas y rojizas en la fachada, la torre se va escalonando a medida que se eleva, pero sólo por un lado y no de manera piramidal como sería más común.